# Tổng công ty cổ phần Tái bảo hiểm Quốc gia Việt Nam
Tổng công ty cổ phần Tái bảo hiểm Quốc gia Việt Nam (Vinare), thành lập năm 1995, là công ty tái bảo hiểm Việt Nam. Văn phòng của công ty đặt tại Hà Nội.
Năm 2006, Vinare trở thành công ty tài chính yết giá công khai đầu tiên trong nước. Đây là doanh nghiệp thứ 10 giao dịch trên Trung tâm Giao dịch Chứng khoán Hà Nội; mã giao dịch là VNR.